# Мост Юнион
Мост Юнион (англ. Union Bridge) — мост через реку Твид, разделяющую Англию и Шотландию, в районе города Хорнклифф, графство Нортамберленд. Памятник архитектуры, первый в Европе подвесной мост, рассчитанный на движение экипажей. До настоящего времени используется для автомобильного движения, являясь самым старым в Шотландии действующим автодорожным мостом.
Мост был построен военно-морским инженером сэром Сэмюэлем Брауном менее чем за 12 месяцев с августа 1819 по июль 1820 года. На момент открытия это был самый длинный в мире подвесной мост из кованного железа и первый мост такого типа в Великобритании. В 1826 году он уступил первенство висячему мосту через Менай, который начали строить раньше, чем мост Юнион, но строили восемь лет.
На церемонии открытия моста капитан Браун в целях проверки прочности загнал на него поезд из двенадцати гружёных повозок общей массой около 20 тонн. Мост устоял, и 700 человек ликующих зрителей высыпали на него, увеличив нагрузку более чем в два раза. Но и это непредусмотренное испытание было выдержано с честью. До 1885 года проезд через мост был платным, будку для сбора пошлины на правом берегу снесли в 1955 году.
Мост Юнион характерен явно выраженной асимметричной формой, продиктованной разницей в высоте берегов реки Твид. На левой (западной, шотландской) стороне цепи моста подвешены к кирпичному пилону высотой 18 метров, установленному на кромке берега и имеющему сквозную арку для проезда, а далее закреплены в земле на глубине более семи метров. На правом (восточном, английском) берегу цепи прикреплены к башне из песчаника, встроенной в высокий каменный склон. Дорога здесь резко поворачивает вправо, проходя под цепями и далее параллельно берегу. Таким образом, размах цепей оказывается больше, чем пролёт моста: опоры находятся на расстоянии 132 метра, длина же подвесной части составляет 110 метров.
Подвесной пролёт моста Юнион шириной 5,5 метров изготовлен из деревянных балок, ранее снабжённых железными колеями для телег. Он поддерживается двенадцатью цепями, состоящими из железных ушковых стержней длиной по 4,5 метра. Цепи соединены попарно — по три пары цепей одна над другой с каждой стороны проезжей части. Вертикальные подвесы верхним концом прикрепляются каждый к своей паре в местах соединения звеньев, то есть на одной паре цепей висит каждый третий подвес. Нижние же их концы с двух сторон соединяются поперечными стяжками, на которые и уложено полотно моста.
Опоры моста украшены барельефами из переплетённых цветков розы и чертополоха (символы Англии и Шотландии) с латинским девизом Vis Unita Fortior «В объединении сила».